# Лоджия-деи-Серви-ди-Мария
Лоджия-деи-Серви-ди-Мария (итал. Il Loggiato dei Servi di Maria — «Лоджии Службы Марии») — историческое здание во Флоренции, расположенное в центре города, на площади Сантиссима Аннунциата. Комплекс фигурирует в списке, составленном в 1901 году Главным управлением древностей и изящных искусств, как монументальное здание, являющееся объектом национального художественного наследия.

## История
Лоджия построена между 1516 и 1525 годами по проекту Антонио да Сангалло Старшего и Баччо д’Аньоло (последний присутствовал на строительной площадке только до 1519 года), в соответствии с проектом здания напротив, возведённого столетием ранее Филиппо Брунеллески для Оспедале дельи Инноченти (Воспитательного дома). Построенная по заказу Ордена Служительниц Девы Марии, связанного с базиликой Сантиссима Аннунциата, лоджия служила одновременно элементом, объединяющим площадь (согласно идее, возможно, сформулированной самим Брунеллески), и галереей, связывающей ряд помещений, сдававшихся в аренду по критерию, согласно которому каждая жилая единица соответствовала полутора пролётам лоджии, так что две одинаковые единицы соответствовали трём, зеркально расположенным напротив, через площадь.
История строительства этих террасных домов, «зеркально отражающихся друг в друге», с объединённым входом и центральным двором, весьма сложна. К 1525 году, когда Антонио да Сангалло и Баччо д’Аньоло отказались от заказа, были построены только два из восьми домов (и соответствующий верхний этаж лоджии); к 1574 году — три (хотя верхний этаж лоджии был уже завершён); к 1578 году — четыре; к 1580 году — пять; к 1614 году — шесть; и вплоть до 1720 года, даты, которая знаменует собой завершение работ.
В ходе столь сложного многовекового проекта задокументирован этап строительства с 1590 года под руководством Филиппо Бальони, главного архитектора церкви Сантиссима-Аннунциата. В середине XIX века комплекс был приобретён семьёй Будини Гаттаи и переоборудован в жилые квартиры. В 1915 году в здании было задокументировано существование пансиона Моранди.
Здесь располагался ораторий Братства Сан-Джироламо (Святого Иеронима) и Сан-Франческо Поверино в Сан-Филиппо Бенизи. Он был построен в 1599 году для Общества Сан-Филиппо Бенизи, которое было упразднено в 1785 году (бюст святого виден над порталом справа, ныне заложенным). Затем это помещение занимало Братство Санта-Мария-делла-Пьета, а с 1911 года — также Общество Сан-Франческо Поверино, чей ораторий на Виа Сан-Дзаноби был разрушен в 1844 году. Слияние двух братств привело к образованию «Достопочтенного братства Святого Иеронима и Святого Франциска Бедного в Сан-Филиппо Бенизи» (Venerabile confraternita di San Girolamo e San Francesco Poverino in San Filippo Benizi).
В 1984 году комплекс построек был приобретён членами семьи, которые начали двухлетнюю реставрацию (по проекту архитектора Роберто Будини Гаттаи), в результате которой были обнаружены постройки XVI и XVIII веков, частично перестроенные на протяжении веков. Ныне здание функционирует как отель под названием «Hotel Loggiato dei Serviti».

## Произведения искусства
В лоджиях до настоящего времени хранятся многие произведения искусства, принадлежавшие трём братствам. Среди авторов этих произведений — так называемый Псевдо-Пьерфранческо Фьорентино, Якопо Виньяли, Якопо да Эмполи, Баччо дель Бьянко, Поппи (Франческо Морандини), Амиголи, Паренти и ряд «анонимных» художников XVI и XVII веков. Фрески, украшающие потолок и стены, изображающие Святого Филиппа Бенизи во славе и Семь флорентийских святых, принадлежат Дженнаро Ланди.
В оратории находятся два Распятия: Распятие работы Андреа дель Верроккьо, созданное около 1475 года, временно экспонируется в музее Барджелло; другое искусно выполненное деревянное распятие, известное как «Лауретано» или «Хорошее Распятие» (della buona morte), датируемое второй половиной XIV века, до сих пор почитается в оратории как чудотворное. Некоторые исследователи сравнивают его с крестом Орканьи, другие же относят его к пизанскому контексту. Тщательная реставрация, проведённая Лизой Венерози Пешолини в мае 2015 года, выявила исключительную красоту скульптуры. На контрфасаде хора находится орган, созданный Луиджи Трончи в 1799—1800 годах.
Терракотовая скульптура 1454 года «Кающийся Святой Иероним» по своей тонкой пластике близка скульптуре Андреа дель Кастаньо «Явление Святой Троицы Святому Иерониму», расположенной в базилике Сантиссима Аннунциата, относится к более позднему периоду. В Оратории по воскресеньям и в предписанные дни продолжают служить мессу по древнеримскому обряду на латинском языке.